# Fortune Records
Fortune Records est  un label discographique indépendant américain, anciennement basé à Détroit, dans le Michigan, actif entre 1946 et 1995. 

## Histoire
Fortune Records est fondé en 1946 à Détroit, dans le Michigan, par Jack et Devora Brown. Fortune a publié quelques airs de doo-wop de Nolan Strong and the Diablos, comme The Wind (Fortune 511, 1954), The Way You Dog Me Around (Fortune 518, 1955) et Mind Over Matter (Fortune 546, 1962),. D'autres artistes notables sur Fortune comprenaient John Lee Hooker, Doctor Ross, Andre Williams et Nathaniel Mayer and the Fabulous, Twilights (dont la sortie, Village of Love, à la fois sur Fortune 545 et United Artists 449 au printemps 1962, était peut-être sa sortie la plus populaire ; elle atteint la 22e place des charts pop et la 16e place des charts RnB sur le Billboard. Village of Love se classe également parmi les dix premiers dans les sondages des stations de radio locales à New York, Los Angeles et Chicago. Il se classe premier à Détroit.
Avant Village of Love, le disque le plus vendu de Fortune était probablement Bacon Fat (Fortune 831 et Epic 9196, fin 1956) d'Andre Williams and his New Group (qui était le Five Dollars on Fortune not Epic), qui mettait en scène le proto-rap de Williams sur un arrangement bluesy et glauque. Bacon Fat (le nom de la chanson fait référence à une danse) atteint la 9e place au classement RnB du Billboard au début de 1957, après avoir été louée à la filiale Epic de Columbia pour une distribution nationale.
Du début des années 1950 à l'automne 1956, Fortune a eu pignon sur rue au 11629 Linwood (aujourd'hui démoli). Cependant, l'emplacement le plus connu de Fortune se trouvait au 3942 Third Avenue, dans un petit bâtiment en blocs de béton. Fortune s'y installe à l'automne 1956 et y est resté jusqu'au milieu des années 1990, date à laquelle le bâtiment a été vendu et libéré. (La devanture contenait un magasin de disques à l'avant (les Browns vendaient leurs produits directement au public) et un studio rudimentaire de 18 x 40 à l'arrière (qui avait à l'origine un sol en terre battue),.
Alors que son grand rival de Détroit, Motown, perfectionnait un son pop très raffiné, les albums de Fortune Records se caractérisaient souvent par des performances vocales brutes et sans retenue et des arrangements instrumentaux relativement simples, enregistrés sans souci excessif des valeurs de production,. L'enregistrement était réalisé à l'aide de quelques microphones sur un magnétophone Ampex à une piste. En conséquence, les disques du label ont un son direct et distinctif et sont souvent empreints d'une grande force émotionnelle. On estime que Fortune Records et ses filiales, Hi-Q Records et Strate-8, ont publié plus de 600 disques 78 tours en gomme-laque/45 tours en vinyle, ainsi que deux douzaines d'albums LP au cours de leur existence.
Le studio et les bureaux de Fortune Records situés sur la troisième avenue à Detroit ont été démolis le 27 octobre 2001.
Sheldon Brown contrôle toujours le catalogue de Fortune Records, qui est géré par Westwood Music Group. Yeah Mama Records publiera le catalogue de Fortune sur CD, distribué par The Orchard, unité de Sony Music.

## Groupes et artistes

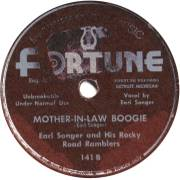
78 tours de Fortune.

Les principaux groupes et artistes du label sont Nolan Strong and the Diablos, John Lee Hooker, Dr. Ross, et Big Maceo Merriweather.